# Evocoa chilensis
Evocoa chilensis (Yeates, Irwin & Wiegmann, 2003), è un insetto dell'ordine dei ditteri (Brachycera: Muscomorpha), endemico del Cile. La specie è l'unica compresa nel genere Evocoa (Yeates, Irwin & Wiegmann, 2003) e nella famiglia Evocoidae, definita dagli stessi autori.

## Descrizione
L'adulto è morfologicamente affine a quello dei Therevidae e si presenta come un insetto di piccole dimensioni, dal corpo esile e allungato. Il capo è provvisto di grandi occhi, antenne di tipo aristato, con flagello globoso portante uno stilo filiforme. Il torace è corto e convesso, più grosso sia del capo sia dell'addome. L'addome è sottile e cilindrico, marcatamente allungato. Le zampe sono molto lunghe e sottili, con tarsi provvisti di pulvilli e empodio. Le ali sono strette, più brevi dell'addome e si distinguono da quelle dei Therevidae per l'assenza del ramo M3.
Gli stadi giovanili sono sconosciuti.

## Filogenesi e sistematica
La specie, di recente classificazione, è stata descritta nel 2003 da Yeates, Irwin e Wiegamann con l'originario nome di Ocoa chilensis e inclusa in una famiglia indipendente, Ocoidae, fra i Brachiceri inferiori. Successivamente, nel 2006, gli stessi Autori rinominarono specie genere e famiglia con l'attuale denominazione. Pur non essendo contemplata nella sistematica tradizionale, a causa della recente descrizione, la famiglia si colloca nel raggruppamento artificiale degli Orthorrhapha per la sua stretta correlazione con i Therevidae.
Dal punto di vista filogenetico, la specie fa parte del clade dei "Terevoidi", ovvero del gruppo di Asiloidea rappresentato dalla vecchia famiglia dei Therevidae sensu lato, scorporata in tempi più o meno recenti in più famiglie. All'analisi cladistica molecolare basata sulla sequenza nucleotidica del RNA ribosomiale 28S, Evocoa chilensis presenterebbe una specificità tale da costituire una linea divergente dal clade Therevidae + Scenopinidae e distinta dal ramo primitivo degli Apsilocephalidae. YEATES et al. collocano perciò questa specie in un clade proprio:
|  | Evocoidae                                                   |
|  |                                                             |
|  | \| \| Therevidae \| \| \| \| \| \| Scenopinidae \| \| \| \| |
|  |                                                             |
|  | Therevidae                                                  |
|  |                                                             |
|  | Scenopinidae                                                |
|  |                                                             |

|  | Therevidae   |
|  |              |
|  | Scenopinidae |
|  |              |

|  | Evocoidae                                                   |
|  |                                                             |
|  | \| \| Therevidae \| \| \| \| \| \| Scenopinidae \| \| \| \| |
|  |                                                             |
|  | Therevidae                                                  |
|  |                                                             |
|  | Scenopinidae                                                |
|  |                                                             |

|  | Therevidae   |
|  |              |
|  | Scenopinidae |
|  |              |

L'appartenenza ad una linea distinta sia dagli Apsilocephalidae, sia dai Therevidae e dagli Scenopinidae, giustifica pertanto la trattazione, secondo Yeates et al., al rango di famiglia, inquadrata come quelle affini nell'ambito degli Asiloidea.